# Aviceda madagascariensis
Il baza del Madagascar (Aviceda madagascariensis A. Smith, 1834) è un rapace della famiglia degli Accipitridi.

## Descrizione
Il baza del Madagascar misura 40-44 cm di lunghezza e ha un'apertura alare di 90-100 cm. Pur essendo un rapace di piccole dimensioni, è più grande del baza africano, suo stretto parente; la femmina è più grande del 5% circa, ma per il resto i sessi sono simili.
L'adulto ha regione dorsale di colore marrone, con striature sulla testa, che appare di colore più chiaro; copritrici caudali chiazzate di bianco; tre bande trasversali di colore grigio-bruno chiaro sulla coda e altre due più o meno chiazzate di bianco; regione ventrale bianca con gola striata di marrone e petto e fianchi variamente chiazzati; cera di colore grigio scuro; zampe e piedi colore giallo-grigio sporco con una leggera sfumatura rosa.
Il giovane somiglia molto all'adulto, ma ha la regione dorsale di colore marrone più scuro, testa maggiormente striata di bianco, una maggiore quantità di bianco alla base della coda e disegni sul ventre più scuri.

## Distribuzione e habitat
Questa specie, endemica del Madagascar, è presente in quasi tutta l'isola, fatta eccezione per gran parte dell'altopiano centrale e di alcune zone meridionali. Presente originariamente nelle aree di foresta primaria, sia sempreverde che decidua secca, zone paludose incluse, si è adattata anche a vivere in foreste degradate e secondarie, savane alberate, fitte boscaglie e, meno comunemente, perfino piantagioni di palme da cocco. Si incontra dal livello del mare fino a 1800 m di altitudine.
Specie crepuscolare e riservata che vive da sola o in coppia, viene avvistata molto raramente ed è probabilmente più comune di quanto si immagini.

## Biologia

### Alimentazione
Il baza del Madagascar si nutre prevalentemente di anfibi, ma cattura anche insetti e lucertole, specialmente camaleonti e gechi, e ruba i nidiacei dai nidi di altre specie di uccelli. Le prede vengono catturate sul terreno, sui tronchi degli alberi o tra il fogliame dopo una lenta discesa da un posatoio.

### Riproduzione
La deposizione delle uova ha luogo tra ottobre e dicembre. Il nido è posto a circa 30 m di altezza dal suolo, alla biforcazione degli alberi. Durante la costruzione, il maschio si preoccupa del reperimento del materiale, che viene assemblato dalla femmina. Ciascuna covata è composta da due uova, che vengono covate per 31 giorni da entrambi i genitori. I piccoli si involano a 43 giorni, e la femmina si occupa di loro per il 76% del tempo. I giovani diventano indipendenti a circa 86 giorni di età.